# 蓝燕 (演员)
藍心妍（1990年3月9日—），原名藍燕，出生于中國上海市，后移居香港。

## 簡歷
2005年，移居俄羅斯發展，憑藉在美國華納兄弟影業發行的俄國電影《蝴蝶之吻》电影中饰演女一号Li，扎實的演技讓她入圍了俄羅斯電影節年度新人獎。而她主演的《蝴蝶之吻》票房同時超過《加勒比海盗2》，创下2006年俄羅斯本土電影票房冠軍，俄羅斯全年總電影票房亞軍，成為首個在俄罗斯影壇成名的华裔女星。该电影先后在北美、英国、法国、俄罗斯、乌克兰、乌兹别克斯坦等国家影院公映，引来热潮，藍心妍也在国际影壇一夜成名。
2007年，由於精通多国语言，非常擅长用多国语言演戏，被楊受成看中邀請回國發展，以成龍英皇影業有限公司一姐身份签约成为成龍众多徒弟之一。
并在同年香港英皇電影的幫助下取得了“优秀人才入境计划”获取香港居民身份证，為在港發展做準備。並在公司經理人的安排下進入香港演藝學院進修學院進修粵語表演（新派MAS演繹短期課程）。
2011年，在港發展多年的藍心妍转入商界，创立星纪传媒公司，还大量入股3D数码娱乐，及参股投資並主演3D古裝电影《3D肉蒲团之極樂寶鑒》，在香港獲得四千多万港元票房記錄，奪得港產片2011年度香港票房冠軍，該片先後在亞洲、歐洲、北美等全球影院公映，而她個人也成為了全球直男粉絲心中的3D性感女神。熱衷于時尚界的她還創立品牌「CRAZYBARBY」。
2012年，主演內地古裝劇《隋唐英雄》，該劇成為湖南衛視同時段收視率第一，憑藉宣華夫人陳惠兒一角成功收穫大批內地觀眾的喜愛。同年，由她主演的懸疑電影《迷魂之密室逃脫》入圍好萊塢中美電影節金天使獎，她個人則獲得了MSN影響力盛典風尚藝人獎
2014年，主演金依萌執導的喜劇賀歲電影《一路驚喜》。
2018年，憑藉主演的文藝電影《藍色金魚》女一號失憶少女姿果一角，獲得第六屆溫哥華華語電影節最佳女主角獎；同年，憑藉主演的港產電影《特區》女一號冰冰一角，獲得第二屆中韓國際電影節最佳女配角獎。
2019年，改名為蓝心妍。同年，2月与魏駿傑、李國麟領銜主演現代愛情電影《夢醒黃金城》女一號趙雪如 。隨後在武俠喜劇電影《武神蘇乞兒》中飾演女一號明心。

## 影视作品

### 电影
| 上映年份 | 电影名                   | 角色       | 备注                               |
| -------- | ------------------------ | ---------- | ---------------------------------- |
| 2003年   | 《紫蝴蝶》               | 阿紫       |                                    |
| 2004年   | 《邓小平1928》           | 陈碧岚     |                                    |
| 2005年   | 《長恨歌》               | 段文芳     |                                    |
| 2006年   | 《蝴蝶之吻》             | 莉/LAN YAN | 俄羅斯電影                         |
| 2010年   | 《回家的路》             | 马丽       |                                    |
| 2011年   | 《3D肉蒲團之極樂寶鑑》   | 铁玉香     |                                    |
| 2011年   | 《幸福59厘米》           | 王雪虹     |                                    |
| 2012年   | 《请叫我英雄》           | KITTY      |                                    |
| 2013年   | 《青春荷尔蒙》           | 崔娜       | 兼制片监制                         |
| 2013年   | 《行走的青春》           | 优美       |                                    |
| 2013年   | 《迷魂之密室逃脱》       | 陆琪       |                                    |
| 2014年   | 《硬汉奶爸》             | 何冉       |                                    |
| 2015年   | 《一路倞喜》             | WIN        |                                    |
| 2015年   | 《雨夜惊魂》             | 窦扣       |                                    |
| 2016年   | 《失眠男女》             | LENI       | 客串                               |
| 2017年   | 《斗战胜佛》             | 修罗女王   | 網絡電影                           |
| 2018年   | 《蓝色金》               | 姿果       | 第六屆溫哥華華語電影節最佳女主角獎 |
| 2019年   | 《特区》(粵語)           | 冰冰       | 第二屆中韓電影節獲獎最佳女配角獎   |
| 2021年   | 《夢醒黃金城》           | 趙雪如     |                                    |
| 2022年   | 《武神蘇乞兒之红莲虫蛊》 | 明心       | 網絡電影                           |
| 2022年   | 《生死爆破》             | 邱洁       | 網絡電影                           |
| 2024年   | 《新龙门客栈之英雄觉醒》 | 金镶玉     | 網絡電影                           |
| 2025年   | 《黑白潛行2》            | 娜姐       | 網絡電影                           |
| 待上映   | 《铁臂岚之拳》           | 秀娟       |                                    |
| 待上映   | 《非常闺蜜》             | 吟雪       |                                    |

### 电视剧
| 首播年份 | 剧名               | 角色       | 电视台            | 备注                  |
| -------- | ------------------ | ---------- | ----------------- | --------------------- |
| 2004年   | 《反串》           | 小张       | 全国电视台        | 友情出演              |
| 2005年   | 《传奇幻想殷商》   | 紫怡       | 辽宁卫视          | 单元女主角            |
| 2005年   | 《候机大厅》       | 刘亚男     | 央视2套           | 女主角                |
| 2006年   | 《白雪皑皑》       | 伊莎       | 俄国电视台        | 女主角                |
| 2008年   | 《雪中红》         | 江玉玲     | 台湾电视台        | 友情出演              |
| 2008年   | 《雾都魅影》       | 俞若潼     | 重庆卫视          | 女主角                |
| 2009年   | 《苏菲日记2》      | 李贝贝     | 东方卫视          | 女主角                |
| 2009年   | 《钻石豪门》       | 于爱眉     | 江苏卫视          | 女主角                |
| 2010年   | 《大管家》         | 何杏芳     | 北京文艺频道      | 女主角, 又名:暗战金陵 |
| 2011年   | 《天地姻缘七仙女》 | 大仙女红儿 | 安徽影视频道      | 女主角                |
| 2012年   | 《太平公主秘史》   | 王玉燕皇后 | 湖南卫视          | 友情出演              |
| 2012年   | 《血色黎明》       | 梅雨、夏荷 | 上海新闻综合频道  | 女主角                |
| 2012年   | 《隋唐英雄1、2》   | 陈慧儿     | 央视1套、湖南卫视 | 女配角                |
| 2013年   | 《屌丝男士2》      | 屌丝女神   | 搜狐娱乐          | 单元女主角, 网剧      |
| 2015年   | 《龙汇镖局》       | 欧阳若南   | 全国电视台        | 女主角                |
| 2015年   | 《配角逆袭事务所》 | 苏妲己     | 优酷网            | 女主角, 网剧          |
| 2019年   | 《重耳傳奇》       | 贾姬       |                   |                       |
| 待播     | 《巫蛊笔记》       |            |                   | 女主角, 网剧          |